# Хард-боп
Хард-боп — джазовый стиль, развившийся из бибопа и кул-джаза, вобрав в себя элементы соула, церковной музыки (госпел) и блюза. Пик его популярности пришёлся на 1950-е—1960-е годы XX века.
Стиль также вобрал в себя свинговый ритм и, отчасти, звучание.
В основном этот период в джазе ассоциируется с такими личностями, как Сонни Роллинз, Джон Колтрейн, Майлз Дэвис, Арт Блэйки, Хорас Сильвер и Чарльз Мингус.
Впоследствии последователи бибопа и хард-бопа добавили в него ещё немного стиля в виде модального джаза, в котором гармоничность структуры отдельных частей стала ещё более свободной, но обычно проявлялось это только при аккордовой игре на фортепиано (в том числе и низких тонов).
Благодаря этому джазовому периоду инструменталисты получили возможность импровизировать с разными ладами гаммы.

## История
Примерно в то же самое время, когда прохладный джаз пустил корни на Западном Побережье, джазовые музыканты из Детройта, Филадельфии и Нью-Йорка начали разрабатывать более твёрдые, тяжёлые вариации старой формулы бибопа, получившие название Хард-боп или Твёрдый бибоп. Близко напоминая традиционный бибоп в его агрессивности и технических требованиях, хардбоп 1950-х и 1960-х годов меньше основывался на стандартных песенных формах и стал уделять больше внимания элементам блюза и ритмическому драйву. Зажигательное солирование или мастерство импровизации вместе с сильным чувством гармонии являлись свойствами первостепенной важности для исполнителей на духовых инструментах, в секции ритма более заметным стало участие барабанов и фортепиано, а бас приобрёл более текучее, фанковое чувство.
В 1955 году барабанщик Арт Блэйки и пианист Хорас Сильвер сформировали ансамбль «Посланники Джаза» (The Jazz Messengers), наиболее влиятельную группу, игравшую в стиле хардбоп. Этот, постоянно совершенствовавшийся и развивавшийся септет, который успешно работал вплоть до 1980-х годов воспитал для джаза многих главных исполнителей жанра, таких, как саксофонисты Хэнк Мобли, Уэйн Шортер, Джонни Гриффин и Брэнфорд Марсалис, а также трубачи Дональд Бёрд, Вуди Шоу, Уинтон Марсалис и Ли Морган. Один из самых больших джазовых хитов всех времён, мелодия Ли Моргана 1963 года, «The Sidewinder»(«Удар сбоку») был выполнен, хотя и несколько упрощенно, но определенно в танцевальном стиле твёрдого бибопа.